# يونيون أدارفي
يونيون أدارفي هو نادي كرة قدم إسباني، من مقاطعة باريو ديل بيلار في فوينكالار إل باردو، العاصمة مدريد، منطقة مدريد. تأسس في 1992. يونيون أدارفي هو نتيجة اندماج فريقين من باريو ديل بيلار، نادي أدارفي ونادي يونيون باريو ديل بيلار.